# حلزون‌ماهی دستکش‌دار
حلزون‌ماهی دستکش‌دار (نام علمی: Palmoliparis beckeri) نام یک گونه از تیره حلزون‌ماهی است.